# 934
934 (CMXXXIV) fue un año común comenzado en miércoles del calendario juliano, en vigor en aquella fecha.

## Acontecimientos
- El ejército de Goryeo derrota a las fuerzas de Hubaekje en el actual condado de Hongseong.
- El rey germano Enrique el Pajarero y sus fuerzas cristianas derrotan al ejército bárbaro del rey Gnupa y conquistan Hedeby.
- Erupción del volcán Eldgjá en Islandia.
- Fundación del monasterio de Caaveiro (La Coruña), para acoger a los anacoretas que moran en la zona de las fragas del Eume.
- A partir de esta fecha, Ahmad ibn Muhammad ibn Ilyas, nuevo valí de Tortosa (Tarragona), consigue el control de casi toda la frontera con los condados catalanes, favorecido por la muerte al año siguiente de Amrus ibn Muhammad al-Tawil, señor de Barbastro (Huesca).

## Nacimientos
- Dong Yuan, pintor chino.

## Fallecimientos
- Meng Zhixiang, general chino.
- Emma de Francia.
- Ubayd Allah, fundador del califato fatimí.